# 판타스틱 포 (미공개 영화)
《판타스틱 포》(영어: The Fantastic Four)는 1994년 제작된 미국의 독립 영화이다. 마블 코믹스의 슈퍼히어로 팀 판타스틱 포를 원작으로 한 작품으로 로저 코먼과 베른트 아이힝거가 저예산으로 제작하였다. 1994년 개봉 예정은 잡혀 있었으나 여러 사정으로 개봉하지 못했다. 올리 서순 감독이 연출했고 앨릭스 하이드화이트, 제이 언더우드, 리베카 스타브, 마이클 베일리 스타브, 조지프 컬프가 각각 미스터 판타스틱, 휴먼 토치, 인비저블우먼, 싱, 닥터 둠 역을 연기했다.

## 출연진
- 앨릭스 하이드화이트 - 리드 리처즈 / 미스터 판타스틱
- 제이 언더우드 - 조니 스톰 / 휴먼 토치
- 리베카 스타브 - 수 스톰 / 인비저블우먼
- 마이클 베일리 스미스 - 벤 그림
- 조지프 컬프 - 빅터 폰 둠 / 닥터 둠
- 캣 그린 - 얼리샤 마스터스
- 이언 트리거 - 보석사
- 애니 게이건 - 스톰 부인
- 로버트 보스 - 하우프트만 박사
- 리키 딘 로건 - 버스보이